# El Angel Ecological Reserve
El Angel Ecological Reserve är ett naturreservat i Ecuador.   Det ligger i provinsen Carchi, i den norra delen av landet, 140 km nordost om huvudstaden Quito.